# ادوارد ژوزف
ادوارد ژوزف ((به ارمنی: Էդուարդ Հովսեփ) زاده ۱۲۸۲ در کرمانشاه- درگذشته ۱۳۷۲ در لس آنجلس، کالیفرنیا)، نویسنده، مترجم، مولوی‌شناس، موسیقی‌دان، عتیقه‌شناس و بانکدار ارمنی-آشوری ایرانی است.

## زندگی
ادوارد ژوزف در سال ۱۲۸۲ خورشیدی در خانواده‌ای مسیحی در شهر کرمانشاه متولد شد. پدرش مترجم‌السلطان ابراهیم مردی ارمنی و مادرش آشوری بود. وی تحصیلات خود را در مدرسه آلیانس کرمانشاه انجام داد و در آنجا با زبان فرانسوی آشنا شد. ژوزف پس از پایان تحصیلات، کار اداری خود را با بانک عثمانی آغاز کرد، پس از تأسیس بانک ملی ایران در ۱۳۰۷ خورشیدی فعالیت خود را در این بانک ادامه داد و پس از آن مدتی در وزارت دارایی مشغول به کار شد. ژوزف سپس به سمت ریاست حسابداری بانک کشاورزی منصوب شد. در سال ۱۳۳۱ به عنوان ریاست هیئت مدیره و نخستین مدیرعامل بانک صادرات و معادن (بانک صادرات کنونی) انتخاب شد. ژوزف پس از چند سال به ریاست بیمه ملی ایران رسید. ادوارد ژوزف در دی ماه ۱۳۷۲ خورشیدی در سن ۹۰ سالگی در لس آنجلس، کالیفرنیا، ایالات متحده آمریکا درگذشت.

## موسیقی
ادوارد ژوزف از سال ۱۳۰۴ خورشیدی فعالیت در زمینهٔ موسیقی را با آموختن ویولن نزد رکن‌الدین مختاری که متولد کرمانشاه بوده و در آن زمان ریاست شهربانی غرب کشور را عهده‌دار بود، آغاز کرد. هنگامی که ژوزف در سال ۱۳۰۸ به تهران آمد، آموختن ویولن و نیز پیانو را نزد استاد ابوالحسن صبا ادامه داد.
وی در تهران این فرصت را به دست آورد که با موسیقی‌دانان اروپائی که در آن زمان در ایران اقامت داشتند در ارتباط باشد و دانش خود را در این رابطه ارتقاء ببخشد. ژوزف همچنین انجمن فیلارمونیک تهران را برای رونق موسیقی کلاسیک غربی در ایران تأسیس کرد.

## ادبیات

### ترجمه
ادوارد ژوزف علاوه بر زبان فارسی زبان‌های فرانسوی، انگلیسی، آلمانی، ایتالیایی، عربی، عبری و ارمنی را به‌خوبی تکلم و کتابت می‌کرد؛ بنابراین کوشید تا آثاری را به زبان فارسی ترجمه کند. ژوزف دو کتاب از انوره دو بالزاک به نام‌های بابا گوریو و زن سی ساله را از فرانسوی به فارسی ترجمه کرد. هر دو کار از طریق بنگاه ترجمه و نشر کتاب در تهران به چاپ رسید که ژوزف خود از بنیانگذارانش بود.

### مولوی‌شناسی
ژوزف سال‌های بسیاری را به پژوهش در پیرامون مولوی و مثنوی معنوی او پرداخت. حاصل پژوهش‌های او شرحی است که در ۶ دفتر بر داستان‌های مثنوی نوشته‌است.

### پروین اعتصامی
ژورف در لس آنجلس به پژوهش بر روی اشعار پروین اعتصامی مشغول شد و کتابی در این زمینه به رشته تحریر درآورد.

### هنرهای تجسمی
ادوارد ژوزف در خوشنویسی تبحر داشت. همچنین به سبب علاقه‌ای که به عتیقه جات داشت ترسیماتی را بر مبنای موتیف‌های تاریخی انجام می‌داد. نخستین نشان بانک صادرات ایران توسط او خلق شد که تا پیش از انقلاب ۱۳۵۷ ایران مورد استفاده قرار می‌گرفت.

### ترجمه
- بابا گوریو، نوشته انوره دو بالزاک، ترجمه ادوارد ژوزف، تهران: بنگاه ترجمه و نشر کتاب، چاپ دوم ۱۳۴۳ / تهران: پ‍ی‍ش‍رو و م‍رزب‍ان، چاپ یکم انتشارات ۱۳۶۳ / تهران: ش‍رک‍ت ان‍ت‍ش‍ارات ع‍ل‍م‍ی و ف‍ره‍ن‍گ‍ی، چاپ پنجم انتشارات ۱۳۸۹
- زن سی ساله، نوشته انوره دو بالزاک، ترجمه ادوارد ژوزف، تهران: بنگاه ترجمه و نشر کتاب، چاپ دوم ۱۳۴۲ / ت‍ه‍ران: ج‍ام‍ی، چاپ یکم انتشارات ۱۳۶۸

### تألیف
- ب‍ان‍گ‍ی از ن‍ای ن‍خ‍ج‍ی‍ران و طوطی‍ان (ب‍ح‍ث‍ی درب‍اره دو داس‍ت‍ان از دف‍ت‍ر اول م‍ث‍ن‍وی ش‍ری‍ف مولانا جلال‌الدین محمد بلخی ۱- داس‍ت‍ان ن‍خ‍ج‍ی‍ران و ش‍ی‍ر و خ‍رگ‍وش. ۲- داس‍ت‍ان طوطی و ب‍ازرگ‍ان)، ب‍ا م‍ق‍دم‍ه ب‍دی‍ع‌ال‍زم‍ان ف‍روزان‍ف‍ر، ت‍ه‍ران: ن‍وی‍د ش‍ی‍راز، ۱۳۷۶.
- طوطی‍ان: ب‍ح‍ث‍ی درب‍اره داس‍ت‍ان طوطی و ب‍ازرگ‍ان از دف‍ت‍ر اول م‍ث‍ن‍وی م‍ع‍ن‍وی م‍ولان‍ا ج‍لال‌ال‍دی‍ن م‍ح‍م‍د ب‍ل‍خ‍ی، ت‍ه‍ران: دانشگاه تهران، چاپ یکم ۱۳۴۹.
- طوطیان: ب‍ح‍ث‍ی درب‍اره داس‍ت‍ان طوطی و ب‍ازرگ‍ان م‍ث‍ن‍وی م‍ع‍ن‍وی م‍ولان‍ا ج‍لال‌ال‍دی‍ن م‍ح‍م‍د ب‍ل‍خ‍ی، ب‍ا م‍ق‍دم‍ه ب‍دی‍ع‌ال‍زم‍ان ف‍روزان‍ف‍ر، ویراست۲، تهران: اساطیر، ۱۳۹۰.
- ن‍خ‍ج‍ی‍ران: ب‍ح‍ث‍ی درب‍اره داس‍ت‍ان ن‍خ‍ج‍ی‍ران و ش‍ی‍ر و خ‍رگ‍وش از دف‍ت‍ر اول م‍ث‍ن‍وی م‍ع‍ن‍وی م‍ولان‍ا ج‍لال‌ال‍دی‍ن م‍ح‍م‍د ب‍ل‍خ‍ی، ت‍ال‍ی‍ف ادوارد ژوزف، تهران، بی تا، بی نا
- ن‍خ‍ج‍ی‍ران: ب‍ح‍ث‍ی درب‍اره داس‍ت‍ان ن‍خ‍ج‍ی‍ران و ش‍ی‍ر و خ‍رگ‍وش از دف‍ت‍ر اول م‍ث‍ن‍وی م‍ع‍ن‍وی م‍ولان‍ا ج‍لال‌ال‍دی‍ن م‍ح‍م‍د ب‍ل‍خ‍ی، ت‍ه‍ران: ام‍ی‍رک‍ب‍ی‍ر، ۱۳۶۲، ۱۳۳۷.
- ژوزف، ادوارد، ه‍ف‍ت ب‍ن‍د ن‍ای، ت‍ه‍ران: اس‍اطی‍ر، ۱۳۷۱.
- هفت بند نای، ویراست ۲، تهران: اساطیر، ۱۳۹۰.
- پ‍ی‍ل و ان‍گ‍ور: ب‍ح‍ث‍ی درب‍اره دو داس‍ت‍ان از م‍ث‍ن‍وی ش‍ری‍ف م‍ولان‍ا ج‍لال‌ال‍دی‍ن م‍ح‍م‍د ب‍ل‍خ‍ی، ل‍وس‌آن‍ج‍ل‍س: چ‍اپ زاک‍س، ۱۳۷۳.
- پوپک و شیدای خام، دو رساله مستقل دربارهٔ دو داستان از مثنوی معنوی، لوس آنجلس: ره آورد، ۱۳۶۵.
- ناشنوایان، از دفتر اول مثنوی شریف، لس آنجلس: ره آورد، ۱۳۶۷.
- آهنگ فریب: بحثی دربارهٔ داستان فروختن خر صوفی مسافر برای سفره و ترانه خوانی و سماع؛ از دفتر دوم مثنوی شریف مولانا جلال الدین محمد بلخی :بند سوم از هفت بندنای، لس آنجلس: ره آورد، ۱۳۶۶.
- پروین اعتصامی و اندیشه‌های او، لس آنجلس: کانون پژوهش و آموزش، ۱۹۹۳.